# Lepanthes pelorostele
Lepanthes pelorostele är en orkidéart som beskrevs av Carlyle August Luer och Alexander Charles Hirtz. Lepanthes pelorostele ingår i släktet Lepanthes och familjen orkidéer. Inga underarter finns listade i Catalogue of Life.